# Ghada Waly

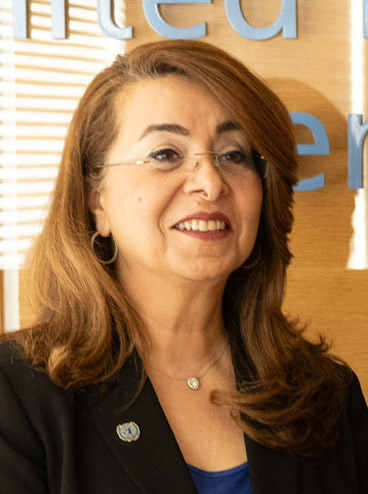
Ghada Waly (2024)

Ghada Fathi Waly (arabisch غادة فتحي والي, DMG Ġāda Fatḥī Wālī; geboren 1966) ist eine ägyptische Politikerin und Diplomatin. Sie ist seit Februar 2020 Generaldirektorin des Büros der Vereinten Nationen (UNOV) und Exekutivdirektorin des Büros der Vereinten Nationen für Drogen- und Verbrechensbekämpfung (UNODC) in Wien.

## Ausbildung
Ghada Waly absolvierte ein Bachelor- und ein Masterstudium in Fremdsprachen und Literatur (Humanities) an der Colorado State University. Sie erwarb Diplome für Entwicklungspolitik, Projektmanagement und ein Zertifikat für Mikrofinanz an der University of Colorado Boulder. Sie spricht fließend Arabisch, Englisch und Französisch.

## Karriere
Von 2000 bis 2004 war Waly als Programmdirektorin von CARE International für Ägypten zuständig, in der Folge bis 2011 stellvertretende Leiterin der Entwicklungsprogramme der Vereinten Nationen (UNDP) in Ägypten und danach Managementdirektorin des ägyptischen Sozialentwicklungsfonds.
2014 wurde sie zur ägyptischen Ministerin für Soziale Solidarität ernannt. Ein Schwerpunkt ihrer Arbeit war die Entwicklung einer nationalen Anti-Drogenstategie mit landesweiten Aufklärungskampagnen und auch innovativen Angeboten zur Rehabilitation und Reintegration von Substanzabhängigen. Sie war Koordinatorin des interministeriellen Komitees für soziale Gerechtigkeit, war im Vorstand des Zentrums für sozialkriminologische Forschung und war Vorsitzende des Exekutivrates der Sozialminister der Arabischen Liga.
Am 21. November 2019 wurde sie durch UN-Generalsekretär António Guterres zur Generaldirektorin des Büros der Vereinten Nationen (UNOV) und Exekutivdirektorin des Büros der Vereinten Nationen für Drogen- und Verbrechensbekämpfung (UNODC) in Wien als Nachfolgerin von Juri Fedotov ernannt. Am 1. Februar 2020 trat sie ihre Ämter an.

## Würdigungen
2015, 2016, 2017 und 2018 wurde Ghada Waly von Forbes Middle East unter die 10 mächtigsten arabischen Frauen gewählt.